# Fiancheggiato
Fiancheggiato è un termine utilizzato in araldica per indicare un palo, o diritto, o incurvato (en rond) che combacia col fianco dello scudo.
Altri araldisti utilizzano in questo caso il termine fiancato, riservando fiancheggiato per indicare la figura che ha ai fianchi altre figure o altre pezze onorevoli. Fiancato si usa allora per indicare lo scudo ai cui fianchi vi sono due (o talvolta uno solo) pali di smalto diverso, la cui larghezza è ridotta a un terzo dell'ordinario. Se i pali sono delimitati da linee curve si usa il termine fiancato in arco.
È detto fiancheggiato anche lo scudo diviso in decusse che ha ai suoi fianchi due figure o due campi simili.

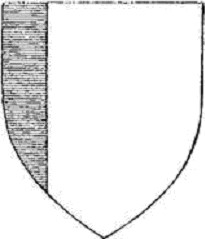
D'argento, fiancato a destra d'azzurro
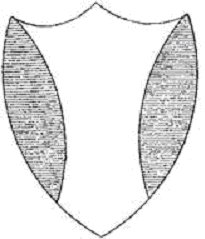
D'argento, fiancato in arco d'azzurro
D'argento, fiancato in arco di nero (antico stemma di Saint-Alban, Francia)
Castello fiancheggiato da due torri (stemma di Ascoli Piceno)
Castello fiancheggiato da due torri (Étroubles)
Castello fiancheggiato da una torre (Lama Mocogno)
Dea Bellona fiancheggiata da una torre (Montebelluna)
Pino fiancheggiato da due leoni (Pino sulla Sponda del Lago Maggiore)